# Beku
Beku is een bestuurslaag in het regentschap Klaten van de provincie Midden-Java, Indonesië. Beku telt 1343 inwoners (volkstelling 2010).